# Mount Vernon (Missouri)
Mount Vernon és una població dels Estats Units a l'estat de Missouri. Segons el cens del 2000 tenia 4.017 habitants.

## Demografia
Segons el cens del 2000, Mount Vernon tenia 4.017 habitants, 1.606 habitatges, i 1.005 famílies. La densitat de població era de 453,5 habitants per km².
Dels 1.606 habitatges en un 28,1% hi vivien nens de menys de 18 anys, en un 46,9% hi vivien parelles casades, en un 12,4% dones solteres, i en un 37,4% no eren unitats familiars. En el 33,8% dels habitatges hi vivien persones soles el 16,3% de les quals corresponia a persones de 65 anys o més que vivien soles. El nombre mitjà de persones vivint en cada habitatge era de 2,27 i el nombre mitjà de persones que vivien en cada família era de 2,89.
Per edats la població es repartia de la següent manera: un 23,3% tenia menys de 18 anys, un 8,6% entre 18 i 24, un 23,4% entre 25 i 44, un 21,7% de 45 a 60 i un 23% 65 anys o més.
L'edat mediana era de 41 anys. Per cada 100 dones de 18 o més anys hi havia 86,2 homes.
La renda mediana per habitatge era de 28.628 $ i la renda mediana per família de 34.848 $. Els homes tenien una renda mediana de 27.665 $ mentre que les dones 20.234 $. La renda per capita de la població era de 16.210 $. Entorn del 10,5% de les famílies i el 13,7% de la població estaven per davall del llindar de pobresa.

## Poblacions més properes
El següent diagrama mostra les poblacions més properes.